# 扬·别尔津
扬·卡尔洛维奇·别尔津（音译：亞尼斯·貝爾津什；1889年11月13日—1938年7月29日），真名彼得里斯·丘济斯（Pēteris Ķuzis），苏联军事情报的领导者，领导组织了俄国内战期间的红色恐怖。

## 生平
出生于拉脱维亚一个劳动者家庭。1905年加入俄国社会民主工党。1905年-1907年俄国革命中，在家乡拉脱维亚组织了一支游击队，参加工人运动，杀死过一个警察，作战中负伤，被沙俄政府判处死刑。因为年龄而被减刑为8年苦役。1907年因少数民族身份被减刑为流放西伯利亚2年。1911年因组织革命活动重新被捕判处流放伊尔库茨克省。1914年再次逃亡，化名为扬·卡尔洛维奇·别尔津。1916年成为沙俄军队列兵，后开小差。在彼得堡一家工厂当铁匠。积极参加了二月革命。1917年夏成为拉脱维亚报纸《无产者报》的编辑。
十月革命时，是彼得格勒维堡区党委的成员。1917年12月在契卡工作。
1919年1月至3月任拉脱维亚社会主义苏维埃共和国副内务人民委员，后在红军任师政治部主任。1919年8月至1920年11月别尔津是契卡驻第15集团军特别处负责人。1920年12月，被指派担任当时刚成立一年多的红军登记部部长。1924年3月至1935年4月任格鲁乌总局长，招募了间谍理查德·佐尔格。由于1935年2月格鲁乌在哥本哈根的大失败而被解职。
1935年4月，他被调任红旗远东特别集团军副司令员至1936年6月。1936年9月赴马德里，在西班牙内战中任共和国总军事顾问。1936年11月转移到瓦伦西亚。1937年5月奉召回国，1937年6月8日再次出任格鲁乌负责人，被授予二级集团军级指挥员军衔。1937年8月1日被解职，调往国防人民委员部工作。1938年5月13日被捕（一说1937年11月27日），1938年7月29日以“托派分子的恐怖反革命活动”而被处决。1956年7月28日苏联政府为其平反。

## 家庭
別爾津有個女儿，名叫加林娜（Galina Yanovna Berzina）.

## 備注
1. ↑  俄语罗马化：Yan Karlovich Berzin